# Ischnosiphon
Ischnosiphon är ett släkte av strimbladsväxter. Ischnosiphon ingår i familjen strimbladsväxter.

## Bildgalleri

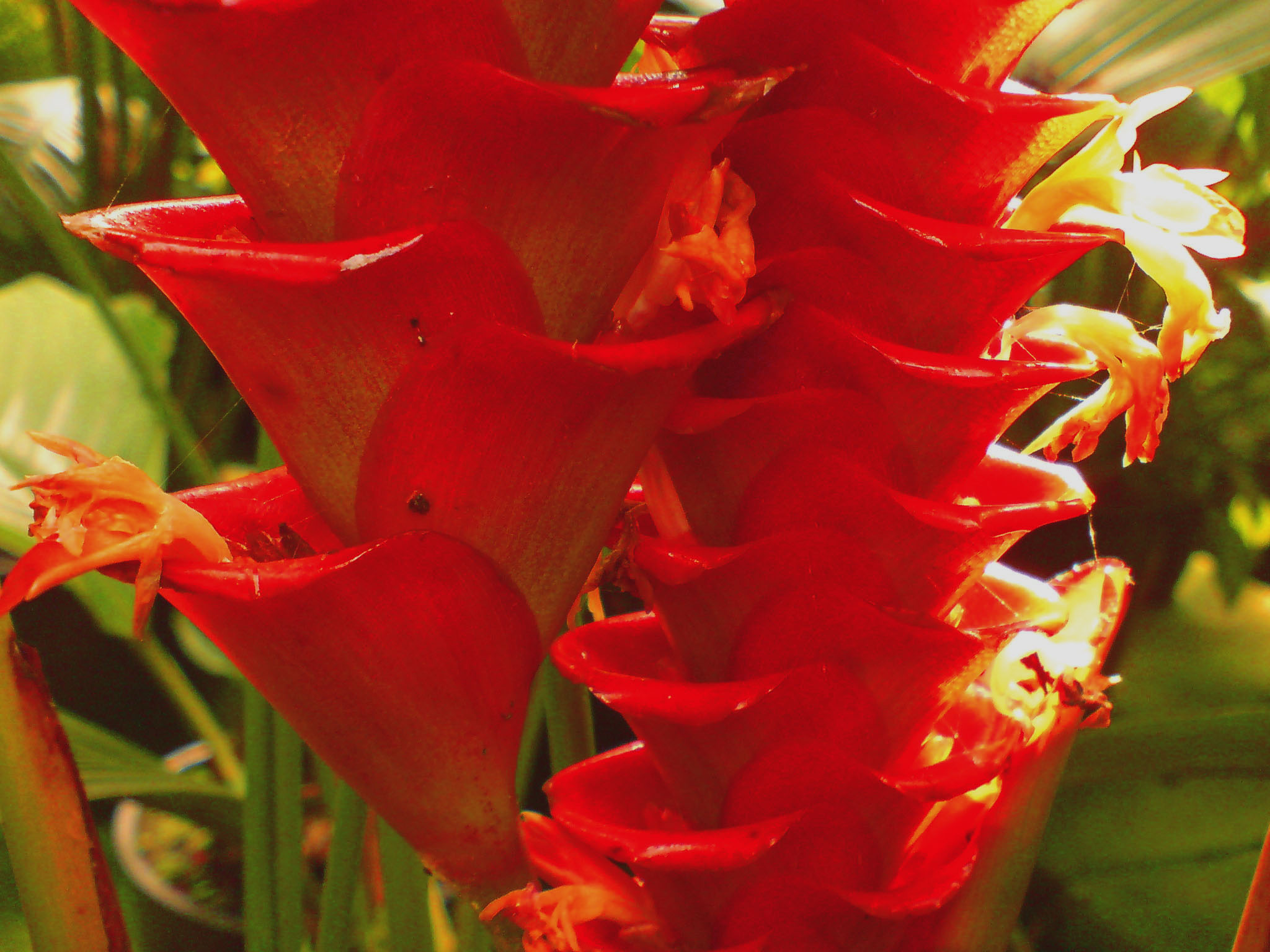
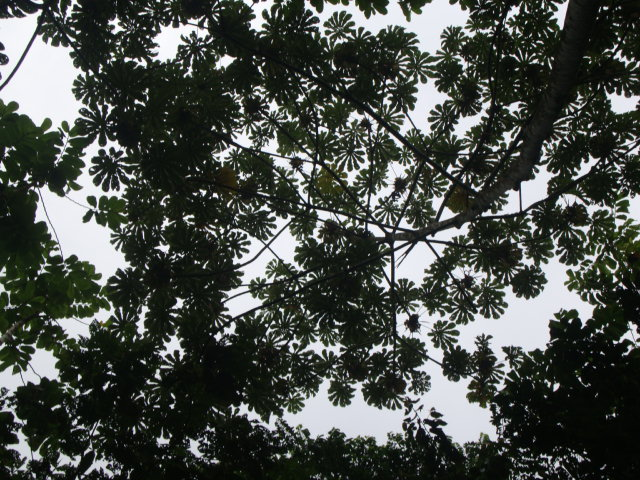

## Dottertaxa tillIschnosiphon, i alfabetisk ordning[1]
- Ischnosiphon annulatus
- Ischnosiphon arouma
- Ischnosiphon bahiensis
- Ischnosiphon cannoideus
- Ischnosiphon caudatus
- Ischnosiphon centricifolius
- Ischnosiphon cerotus
- Ischnosiphon colombianus
- Ischnosiphon crassispicus
- Ischnosiphon elegans
- Ischnosiphon enigmaticus
- Ischnosiphon flagellatus
- Ischnosiphon foliosus
- Ischnosiphon fusiformis
- Ischnosiphon gracilis
- Ischnosiphon grandibracteatus
- Ischnosiphon heleniae
- Ischnosiphon hirsutus
- Ischnosiphon idrobonis
- Ischnosiphon inflatus
- Ischnosiphon killipii
- Ischnosiphon lasiocoleus
- Ischnosiphon leucophaeus
- Ischnosiphon longiflorus
- Ischnosiphon macarenae
- Ischnosiphon martianus
- Ischnosiphon obliquus
- Ischnosiphon ovatus
- Ischnosiphon parvifolius
- Ischnosiphon paryrizinho
- Ischnosiphon petiolatus
- Ischnosiphon polyphyllus
- Ischnosiphon puberulus
- Ischnosiphon rotundifolius
- Ischnosiphon surumuensis
- Ischnosiphon ursinus